# Lars Gaute Bø
Lars Gaute Bø (Varhaug, 20 novembre 1963) è un ex calciatore norvegese, di ruolo portiere.

## Carriera

### Club
Bø giocò con la maglia del Bryne dal 1985 al 1988, collezionando 68 presenze nella 1. divisjon. Esordì nella massima divisione norvegese in data 4 maggio 1986, nel successo per 0-1 sul campo dello Start. Fece parte della squadra che vinse la Coppa di Norvegia 1987. Nel 1989 si trasferì al Viking, formazione per cui debuttò il 30 aprile dello stesso anno, nel successo per 4-2 sul Brann. Vinse l'edizione stagionale della Coppa di Norvegia e, due anni più tardi, il campionato. Lasciò la squadra quando si concluse la stagione 1992, per farvi ritorno nel 1996. Si trasferì nuovamente alla fine della stessa stagione, ma tornò ancora una volta al Viking nel 1998.

### Nazionale
Bø conta una presenza per la Norvegia. L'incontro fu datato 28 ottobre 1987, nella sconfitta per 3-1 contro la Germania Est.

## Palmarès

### Club

#### Competizioni nazionali
- Coppa di Norvegia: 2

Bryne: 1987
Viking: 1989
- Campionato norvegese: 1

Viking: 1991